# 프랑크 세슈아유
프랑크 세슈아유(프랑스어: Frank Séchehayese.ʃə.ɛ, 1907년 11월 3일, 주네브 주 주네브 ~ 1982년 2월 13일, 보 주 로잔)는 스위스의 전 축구 선수로, 현역 시절 골키퍼로 활약했다. 그는 1928년 하계 올림픽과 1934년 월드컵에 참가했다. 그는 스위스 국가대표팀 경기에 총 37번 출전했다.
그는 에투알-카루즈, 클뤼브 프랑세, 세르베트, 그리고 로잔-스포르에서 활약했다. 은퇴 후, 그는 포와드 모르주, 로잔-스포르, 세르베트, 그리고 시옹을 지도했다.